# Ikrény
Ikrény [ikréň] je obec v Maďarsku v župě Győr-Moson-Sopron, spadající pod okres Győr. V roce 2015 zde žilo 1826 obyvatel, z nichž 82,6 % tvoří Maďaři.

## Geografie
Obec se nachází asi 5 km jihozápadně od Győru, 22 km severovýchodně od Csorny, 29 km severně od Tétu a 35 km jihovýchodně od Mosonmagyaróváru. Kromě hlavní části k obci patří ještě malé části Dózsamajor a Lesvárpuszta.
Ikrény leží na silnici 84125. Poblíže se taktéž setkávají dálnice M1 a M85. Ikrény je přímo silničně spojeno s obcemi Abda, Börcs, Enese, Rábapatona a městem Győr.
Poblíže Ikrény protéká řeka Rába, do které se u nich též vlévá několik malých potůčků. V Ikrény se nachází katolický kostel Szent Kereszt felmagasztalása-templom. Je zde též škola, obchod, hřbitov, hřiště, park a hospoda.